# Mimosa nothacacia
Mimosa nothacacia é uma espécie vegetal da família Fabaceae.
Apenas pode ser encontrada no Peru.